# دللار
دللار (به لاتین: Dellar) یک منطقه مسکونی در جمهوری آذربایجان است که در شهرستان خیزی واقع شده‌است.